# Jean Charles Athanase Peltier
Jean Charles Athanase Peltier (22. února 1785, Ham – 27. října 1845, Paříž) byl francouzský fyzik, objevitel jevu později nazvaného jeho jménem. Tento tzv. Peltierův jev, objevený roku 1834, se využívá mj. pro chlazení v Peltierových článcích.